# Beat the Boots
Beat the Boots es una caja recopilatoria repleto de bootleg del músico y compositor estadounidense Frank Zappa primeramente distribuidos de forma ilegal y recopilados y lanzados oficialmente por Rhino Entertainment en 1991. Se pudo a la venta en CD individuales o en una caja de LP o casete. Los ocho discos abarcan quince años de conciertos entre el 30 de septiembre de 1967 ('Tis the Season to Be Jelly) hasta el 21 de mayo de 1982 (dos pistas de As an Am).

## Lista de álbumes
Todas las canciones compuestas por Frank Zappa, excepto donde se indique lo contrario.

### As an Am
As an Am consta de grabaciones de tres conciertos distintos. La pista 1 el del 19 de mayo de 1981 en Rockline, KLOS-FM, Los Ángeles, California; pistas 2 y 3 son del 21 de mayo de 1982 en Sporthalle, Colonia, Alemania y las pistas 4-6 son del 31 de octubre de 1981 en The Palladium, Nueva York.
1. "That Makes Me Mad" – 0:51
2. "Young & Monde" – 11:24
3. "Sharleena" – 9:09
4. "Black Napkins" – 3:58
5. "Black Page #2" – 7:12
6. "The Torture Never Stops" – 11:03

### The Ark
The Ark fue grabado en The Ark, Boston, Massachusetts el 8 de julio de 1969.
1. "Intro" – 0:56
2. "Big Leg Emma" – 3:42
3. "Some Ballet Music" – 7:16
4. "Status Back Baby" – 5:48
5. "Valarie" – (Clarence Lewis, Bobby Robinson) – 3:30
6. "My Guitar" – 6:46
7. "Uncle Meat / King Kong (Medley)" – 23:49

### Freaks & Mother*#@%!
Freaks & Mother*#@%! fue grabado en el Fillmore East, Nueva York el 13 de noviembre de 1970.
El bootleg inicial fue llamado Freaks and Motherfuckers.
1. "Happy Together" – (Gary Bonner, Alan Gordon) – 1:25
2. "Wino Man-with Dr. John Routine" (Zappa, Jeff Simmons) – 7:44
3. "Concentration Moon" – 1:18
4. "Pallidan Routine" – 1:14
5. "Call Any Vegetable" – 8:56
6. "Little House I Used to Live In" – 4:26
7. "Mudshark Variations" – 1:10
8. "Holiday in Berlin" – 3:33
9. "Sleeping in a Jar" – 7:23
10. "Cruising for Burgers" – 2:52

### Unmitigated Audacity
Unmitigated Audacity fue grabado en la Universidad de Notre Dame, South Bend Indiana el 12 de mayo de 1974.
1. "Dupree's Paradise/It Can't Happen Here" – 3:12
2. "Hungry Freaks, Daddy" – 2:46
3. "You're Probably Wondering Why I'm Here" – 2:44
4. "How Could I Be Such a Fool?" – 3:42
5. "Ain't Got No Heart" – 2:20
6. "I'm Not Satisfied" – 2:18
7. "Wowie Zowie" – 3:18
8. "Let's Make the Water Turn Black" – 2:23
9. "Harry, You're a Beast" – 0:53
10. "Oh No" – 8:14
11. "More Trouble Every Day" – 7:53
12. "Louie Louie" – 1:55
13. "Camarillo Brillo" – 5:07

### Any Way the Wind Blows
Any Way the Wind Blows fue grabado en el Nouvel Hippodrome, París el 24 de febrero de 1979.

#### Disco 1
1. "Watermelon in Easter Hay" – 4:27
2. "Dead Girls of London" – 2:38
3. "I Ain't Got No Heart" – 2:11
4. "Brown Shoes Don't Make It" – 7:29
5. "Cosmic Debris" – 4:11
6. "Tryin' to Grow a Chin" – 3:34
7. "City of Tiny Lights" – 9:25
8. "Dancin' Fool" – 3:31
9. "Easy Meat" – 6:40

#### Disco 2
1. "Jumbo Go Away" – 3:44
2. "Andy" – 5:21
3. "Inca Roads" – 5:42
4. "Florentine Pogen" – 5:26
5. "Honey, Don't You Want a Man Like Me?" – 4:33
6. "Keep It Greasy" – 3:31
7. "The Meek Shall Inherit Nothing" – 3:24
8. "Another Cheap Aroma" – 2:38 (Título correcto: "For the Young Sophisticate")
9. "Wet T-Shirt Night" – 2:29
10. "Why Does It Hurt When I Pee?" – 2:38
11. "Peaches en Regalia" – 3:40

### 'Tis the Season to Be Jelly
'Tis the Season to Be Jelly fue grabado en Konserthuset, Estocolmo, Suecia el 30 de septiembre de 1967.
1. "You Didn't Try to Call Me" – 3:12
2. "Petrushka" – 0:52
3. "Bristol Stomp" – 0:45
4. "Baby Love" – 0:47
5. "Big Leg Emma" – 2:09
6. "No Matter What You Do (Tchaikovsky's 6th)" – 2:41
7. "Blue Suede Shoes" – 0:53
8. "Hound Dog" – 0:14
9. "Gee" – 1:52
10. "King Kong" – 14:18
11. "It Can't Happen Here" – 9:18

### Saarbrücken 1978
Saarbrücken 1978 fue grabado en Ludwigparkstadion, Saarbrücken, Alemania el 3 de septiembre de 1978.
1. "Dancin' Fool" – 3:42
2. "Easy Meat" – 5:05
3. "Honey, Don't You Want a Man Like Me?" – 4:15
4. "Keep It Greasy" – 3:31
5. "Village of the Sun" – 6:20
6. "The Meek Shall Inherit Nothing" – 3:45
7. "City of Tiny Lights" – 6:43
8. "Pound for a Brown" – 6:36
9. "Bobby Brown" – 2:56
10. "Conehead" – 3:33
11. "Flakes" – 5:01
12. "Magic Fingers" – 2:30
13. "Don't Eat the Yellow Snow" – 3:52
14. "Nanook Rubs It" – 1:47
15. "St. Alfonzo's Pancake Breakfast" – 6:42
  - comprising:
    - "Father O'Blivion"
    - "Rollo"
16. "Bamboozled by Love" – 6:45

### Piquantique
Piquantique fue grabado en Solliden, Skansen, Estocolmo el 21 de agosto de 1973, a excepción de la pista 4, tomada de un concierto en el Roxy en diciembre de 1973.
1. "Kung Fu" – 2:12 (incluye el tema de apertura de "The Eric Dolphy Memorial Barbecue")
2. "Redunzl" – 4:26
3. "Dupree's Paradise" – 11:25
4. "T'Mershi Duween" – 1:55
5. "Farther O'Blivion" – 20:41 (incluye temas de "Steno Pool", una sección de "The Adventures of Greggary Peccary", "The Be-Bop Tango" y un arreglo instrumental de "Cucamonga".)